# Reserva Biológica da Serra Geral
A Reserva Biológica da Serra Geral é uma das Unidades de Conservação do Governo do Estado do Rio Grande do Sul, Brasil.
Foi criada em 1982 pelo Decreto Estadual n° 30.788, ocupando terras devolutas consideradas impraticáveis para a agricultura entre os municípios de Maquiné, Terra de Areia e Itati. Foi ampliada em 2002 através do Decreto n° 41.661, a fim de proteger as nascentes dos arroios Carvão, Forqueta, Três Pinheiros, Sanga Funda, Solidão, Encantado e Ligeiro, bem como trechos bem conservados de mata atlântica onde vivem espécies ameaçadas. Atualmente possui 4.845,76 ha, mas mais da metade ainda não teve sua situação fundiária regularizada.

## Vegetação
Os principais tipos vegetacionais encontrados na Unidade de Conservação são: floresta ombrófila densa (primária e secundária em estádio avançado, médio e inicial), floresta ombrófila mista, turfeira, vegetação rupestre e campo antrópico.

### Floresta ombrófila densa
Na Região Sul, a floresta ombrófila densa, ou Mata Atlântica, caracteriza-se por apresentar elementos latifoliados estritamente associados aos maiores
índices termo-pluviométricos na zona costeira. Essa floresta ocupa os contrafortes e a escarpa da Serra Geral, estendendo-se desde o fundo do vales até as altas encostas. A floresta ombrófila densa na RBSG, onde as altitudes variam dos 200 aos 980 m, pode ser classificada em submontana (entre 50 e 400 m) e montana (entre 400 e 1.000 m). 
Área e percentual das principais classes de vegetação e cobertura do solo da RBSG
| Classe                   | Área (ha) | %     |
| ------------------------ | --------- | ----- |
| Floresta ombrófila densa | 4.181,89  | 86,30 |
| Floresta ombrófila mista | 375,73    | 7,75  |
| Outros                   | 288,31    | 5,95  |
| Total                    | 4.845,94  | 100   |